# Scimpanzuomo
Uno scimpanzuomo è un ipotetico ibrido tra uomo e scimpanzé. La vicinanza genetica tra le due specie ha generato contestate ipotesi che vedono possibile l'ibridazione. In alcuni casi, come ad esempio per lo scimpanzé Oliver, è stata sostenuta l'esistenza di esseri viventi di questo tipo.
La differenza nel numero di cromosomi tra le due specie non è una barriera alla possibile ibridazione. Ad esempio questa è possibile tra cavallo e zebra, che nonostante abbiano un numero di cromosomi differente possono generare figli, chiamati zebralli, o come l’ibrido leone tigre Ligre, il pumapardo, dzo (yak-bisonte), gatto bengala, ara Catalina, mulo e molti altri.
Il biologo russo Il'ja Ivanovič Ivanov negli anni venti condusse esperimenti per incrociare uomo e scimpanzé in Guyana francese, Francia e Russia, senza ottenere però risultati.
L'ipotesi della creazione di ibridi di questo tipo è stata al centro di dibattiti di bioetica e persino teologia, tornati d'attualità da quando le biotecnologie hanno reso possibili interventi sul DNA.

## Casi di scimpanzuomo
Nel corso della storia non sono mancati avvistamenti e rapporti sugli scimpanzuomini. 
Nell'XI secolo, san Pier Damiani raccontò in De bono religiosi status et variorum animantium tropologia di Conte Gulielmus e di sua moglie, che, spinta dalla lussuria, avrebbe copulato con un esemplare maschio di scimmia locale, chiamata "maimo", e partorito da esso un figlio ibrido.
Durante la seconda guerra mondiale, il criminale di guerra dottor Josef Mengele (noto per le sue torture ai prigionieri ebrei) mostrò alcune foto ritraenti scimpanzé molto simili a maschi di uomo adulto, e dichiarò che essi erano frutto di esperimenti eugenetici fatti con lo sperma preso dagli internati.